# Paraguaná

Mapa

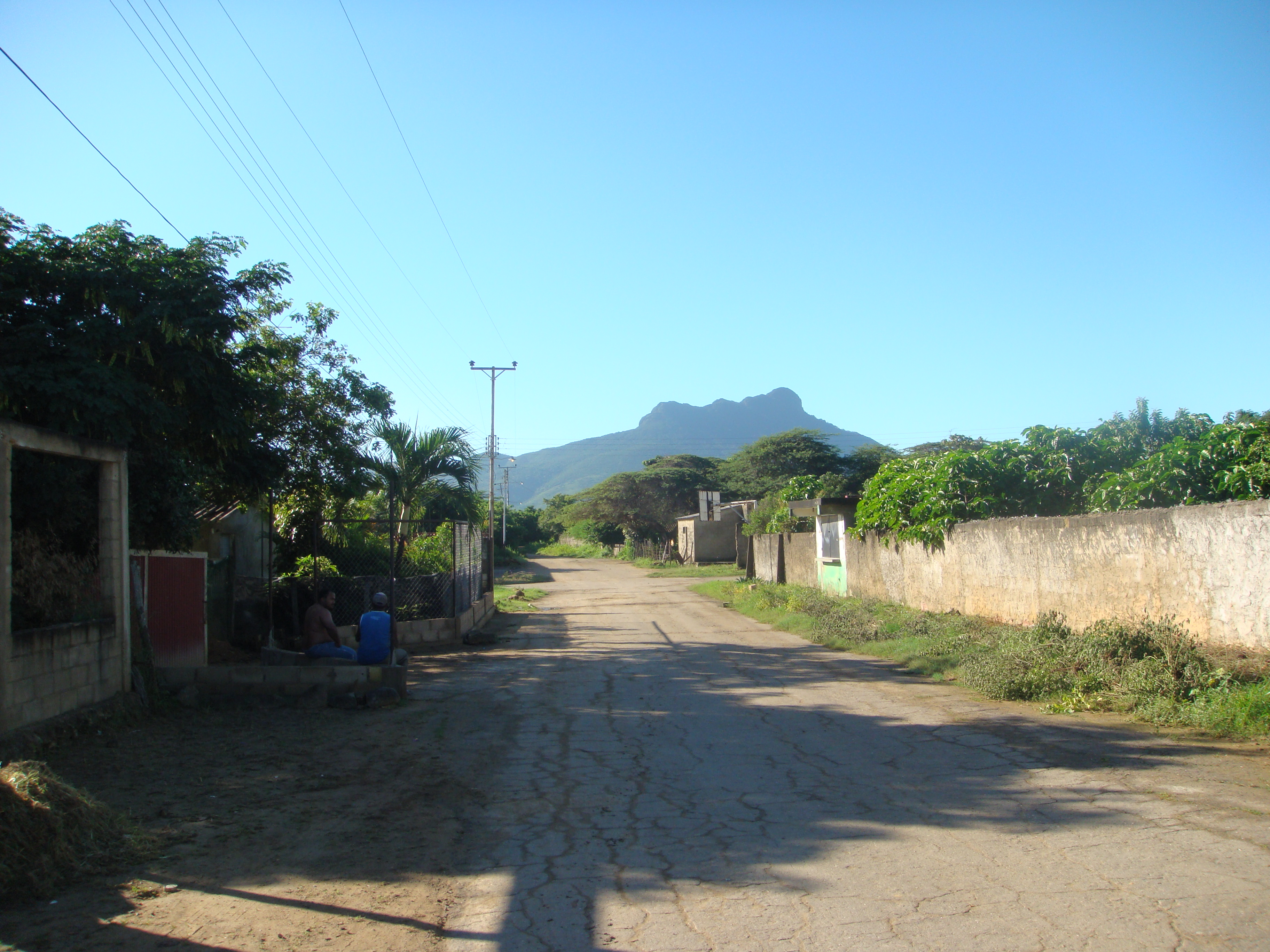
Krajina ve vnitrozemí poloostrova

Paraguaná je poloostrov Jižní Ameriky v Karibském moři, který má rozlohu 3405 km² a žije na něm okolo 350 000 obyvatel. Leží ve státě Falcón na severozápadě Venezuely, s pevninou ho spojuje šíje Médanos, dlouhá 25 km a široká okolo 6 km, po níž vede silnice do města Coro. Největším městem poloostrova je Punto Fijo. Mys Cabo San Román na severu poloostrova je nejsevernějším bodem Venezuely kromě ostrova Isla de Aves. Jako první Evropan zde přistál 9. srpna 1499 Alonso de Ojeda.
Pobřeží poloostrova je rovinaté a lemované písečnými plážemi, ve vnitrozemí se nacházejí kopce, nejvyšší je Cerro Santa Ana s 830 m n. m. Podnebí je horké a suché (roční srážky činí 340 mm), mořský vítr způsobuje časté písečné bouře. Řídkou vegetaci tvoří kaktusy a keře cuji (naditec jehnědokvětý). Vzhledem k nedostatku vody a orné půdy je nejdůležitějším odvětvím zemědělství chov koz. Průmysl je založen na zpracování ropy, která se dopravuje ropovodem z jezera Maracaibo, ve městech Amuay a Punta Cardón jsou velké rafinerie patřící státní společnosti PDVSA. Rozšířen je i turistický ruch, Paraguaná je od roku 1998 bezcelní zónou, nachází se zde řada supermarketů.